# Jacques Bidoit
Jacques Bidoit, né le 2 décembre 1736 à Maubert-Fontaine (Ardennes), mort le 11 avril 1808 à Maubert-Fontaine (Ardennes), est un général de brigade de la Révolution française.

## Biographie
Il entre en service le 2 novembre 1755, comme fusilier au régiment de Picardie-infanterie et sert pendant la guerre de Sept Ans en Allemagne. Il assiste entre autres aux batailles d'Hastembeck en 1757, de Sondershausen en 1758 et de Bergen en 1759 . Il termine le conflit au grade de sous-lieutenant. La suite de sa carrière le voit servir en garnison en Bretagne, Normandie et Corse. Il est fait chevalier de Saint-Louis le 24 août 1783 et le 11 juin 1784, il est nommé capitaine commandant au régiment de Berry. Sa mauvaise santé le contraint à demander sa mise à la retraite en 1787 qui lui est accordée le 3 février 1788.
La Révolution française et les conflits qu'elle engendre l'amènent à reprendre du service. Lieutenant-colonel en second du 1er bataillon de volontaires des Ardennes, il est présent à la défense de Thionville en 1792 et il est affecté à l'Armée de la Moselle. Le 30 juillet 1793, il est promu au grade de général de brigade et sert à Longwy. Il accède au grade de général de division et est affecté à l'armée des Ardennes le 3 septembre 1793 mais il refuse le grade, demande à rester général de brigade et renvoie son brevet au ministre de la guerre Jean-Baptiste Bouchotte. Le 31 janvier 1794, nommé une nouvelle fois général de division, il refuse à nouveau. Il est nommé commandant de la place de Sarrelouis en octobre 1794, commandement qu'il quitte le 8 juillet 1795 pour partir définitivement à la retraite.
Il meurt le 11 avril 1808 à Maubert-Fontaine.

## Sources
- (en) Généraux au service de la France
- Notice sur Jacques Bidoit
- Georges Six, Dictionnaire biographique des généraux & amiraux français de la Révolution et de l'Empire (1792-1814, Paris, G. Saffroy, 2003 (réimpr. 1971, 1989) (1re éd. 1934), 614-588 p., 2 vol  : T. 1: A-J. -- T. 2: K-Z. (ISBN 978-2-901-54106-6)
- Jean Baptiste Pierre Jullien de Courcelles, Dictionnaire historique et biographique des généraux français, depuis le onzième siècle jusqu'en 1820